# 列治文 (密蘇里州)
列治文（英語：Richmond）是位於美國密蘇里州雷縣的城市。同時該地也是雷縣的縣治。

## 人口
根據2020年美國人口普查的數據，列治文的面積為15.98平方千米，當中陸地面積為15.93平方千米，而水域面積為0.05平方千米。當地共有人口6013人，而人口密度為每平方千米376人。